# Суперсерия 1975/1976
Суперсерия 1975—1976 — первая серия игр между хоккеистами СССР и Национальной хоккейной лиги (НХЛ) на уровне клубов.
От СССР участие приняли ЦСКА и «Крылья Советов», которые провели по 4 игры с клубами НХЛ на территории Северной Америки, а также провели «выставочный матч» между собой (7:7). По соглашению с руководством НХЛ советские команды имели право усилить свои составы семью игроками. В ЦСКА играли динамовцы Валерий Васильев и Александр Мальцев, ленинградский армеец Вячеслав Солодухин, в «Крыльях» — спартаковцы Александр Якушев, Виктор Шалимов, Владимир Шадрин, Юрий Ляпкин.
ЦСКА
| 28 декабря 1975 | \| Нью-Йорк Рейнджерс \| 3 : 7 (1:3, 0:3, 2:1) \| ЦСКА \| \| 00:21 1-0 Стив Викерс (Фил Эспозито, Род Жильбер) 51:31 2-7 Род Жильбер (Фил Эспозито) 57:47 3-7 Фил Эспозито (Стив Викерс, Лэрри Захарук; бол.) \| Голы \| 04:04 1-1 Борис Александров (Владимир Петров, Александр Гусев; бол.) 05:19 1-2 Владимир Викулов (Виктор Жлуктов, Борис Александров) 19:42 1-3 Валерий Харламов, (Валерий Васильев, Владимир Петров; бол.) 21:26 1-4 Владимир Петров (Валерий Харламов, Борис Михайлов) 34:21 1-5 Владимир Викулов (Виктор Жлуктов, Борис Александров) 36:54 1-6 Борис Михайлов (Валерий Харламов, Александр Гусев) 43:16 1-7 Владимир Петров (Борис Михайлов, Валерий Харламов; бол.) \| | «Мэдисон сквер гарден», Нью-Йорк Зрителей: 17 500 Судья: Юрий Карандин (СССР), Джон Д’Амико (НХЛ), Мэтт Павлич (НХЛ) |
| Составы: Нью-Йорк Рейнджерс: Джон Дэвидсон (№ 35); Кэрол Ваднэ (№ 2) — Джон Беднарски (№ 23), Рон Грешнер (№ 4) — Дуг Джаррет (№ 28), Ник Беверли (№ 25) — Лэрри Захарук (№ 5); Род Жильбер (№ 7) — Фил Эспозито (к) (№ 12) — Стив Викерс (№ 8), Рик Миддлтон (№ 9) — Пит Стемковски (№ 21) — Уолт Ткачук (№ 18), Билл Фэйберн (№ 10) — Джерри Холланд (№ 22) — Эдди Джонстон (№ 14), Уэйн Диллон (№ 11), Грег Полис (№ 20). Заявлены, но не вышли: Билл Коллинз (№ 15), Дуг Сотерт (запасной голкипер, № 31). Тренер: Рон Стюарт. ЦСКА: Владислав Третьяк (№ 20); Валерий Васильев (№ 5) — Александр Гусев (№ 2), Владимир Лутченко (№ 3) — Геннадий Цыганков (№ 6), Виктор Кузькин (№ 4) — Алексей Волченков (№ 13); Борис Михайлов (к) (№ 7) — Владимир Петров (№ 16) — Валерий Харламов (№ 17), Владимир Викулов (№ 18) — Виктор Жлуктов (№ 22) — Борис Александров (№ 11), Владимир Попов (№ 14) — Вячеслав Солодухин (№ 15) — Александр Мальцев (№ 8), Сергей Глазов (№ 21), Александр Волчков (№ 9), Виктор Кутергин (№ 10). Николай Адонин (запасной голкипер) (№ 1). Тренерский состав: Константин Локтев, Вениамин Александров, Анатолий Фирсов. Примечание: Показатели вратарей: Третьяк 10+14+17=41 — Дэвидсон 12+9+8=29. | | |
| Нью-Йорк Рейнджерс | 3 : 7 (1:3, 0:3, 2:1) | ЦСКА |
| 00:21 1-0 Стив Викерс (Фил Эспозито, Род Жильбер) 51:31 2-7 Род Жильбер (Фил Эспозито) 57:47 3-7 Фил Эспозито (Стив Викерс, Лэрри Захарук; бол.) | Голы | 04:04 1-1 Борис Александров (Владимир Петров, Александр Гусев; бол.) 05:19 1-2 Владимир Викулов (Виктор Жлуктов, Борис Александров) 19:42 1-3 Валерий Харламов, (Валерий Васильев, Владимир Петров; бол.) 21:26 1-4 Владимир Петров (Валерий Харламов, Борис Михайлов) 34:21 1-5 Владимир Викулов (Виктор Жлуктов, Борис Александров) 36:54 1-6 Борис Михайлов (Валерий Харламов, Александр Гусев) 43:16 1-7 Владимир Петров (Борис Михайлов, Валерий Харламов; бол.) |

| 31 декабря 1975 | \| Монреаль Канадиенс \| 3 : 3 (2:0, 1:2, 0:1) \| ЦСКА \| \| 03:16 1-0 Стив Шатт (Пит Маховлич) 07:25 2-0 Ивон Ламбер (Дуг Райсбро, Серж Савар) 29:39 3-1 Иван Курнуайе (Ги Лафлер, Жак Лемер; бол.) \| Голы \| 23:54 2-1 Борис Михайлов, (Валерий Васильев) 36:21 3-2 Валерий Харламов (Владимир Петров, Борис Михайлов) 44:04 3-3 Борис Александров (Виктор Жлуктов, Геннадий Цыганков) \| | «Форум», Монреаль Зрителей: 18 975 Судья: Уолли Харрис (НХЛ), Клод Бешар (НХЛ), Юрий Карандин (СССР)                                                                      |
| Составы: Монреаль Канадиенс: Кен Драйден (№ 29); Джон ван Боксмир (№ 2) — Ги Лапуант (№ 5), Серж Савар (№ 18) — Лэрри Робинсон (№ 19), Дон Оури (№ 24) — Пьер Бушар (№ 26); Джим Робертс (№ 6) — Дуг Райсбро (№ 8) — Ги Лафлер (№ 10), Ивон Ламбер (№ 11) — Марио Трамбле (№ 14) — Жак Лемэр (№ 25), Иван Курнуайе (к) (№ 12) — Пит Маховлич (№ 20) — Мюррей Уилсон (№ 17), Стив Шатт (№ 22) — Боб Гейни (№ 23) — Дуг Джарвис (№ 21). Мишель Ларок (запасной голкипер, № 1). Тренер: Скотти Боумэн. ЦСКА: Владислав Третьяк (№ 20); Валерий Васильев (№ 5) — Александр Гусев (№ 2), Владимир Лутченко (№ 3) — Геннадий Цыганков (№ 6), Виктор Кузькин (№ 4) — Алексей Волченков (№ 13); Борис Михайлов (к) (№ 7) — Владимир Петров (№ 16) — Валерий Харламов (№ 17), Владимир Викулов (№ 18) — Виктор Жлуктов (№ 22) — Борис Александров (№ 11), Владимир Попов (№ 14) — Вячеслав Солодухин (№ 15) — Александр Мальцев (№ 8). Заявлены, но не вышли: Сергей Глазов (№ 21), Александр Волчков (№ 9), Виктор Кутергин (№ 10), Николай Адонин (запасной голкипер) (№ 1). Тренерский состав: Константин Локтев, Вениамин Александров, Анатолий Фирсов. Примечание: Показатели вратарей: Третьяк 11+11+16=38 — Драйден 4+3+6=13 | | |
| Монреаль Канадиенс | 3 : 3 (2:0, 1:2, 0:1) | ЦСКА |
| 03:16 1-0 Стив Шатт (Пит Маховлич) 07:25 2-0 Ивон Ламбер (Дуг Райсбро, Серж Савар) 29:39 3-1 Иван Курнуайе (Ги Лафлер, Жак Лемер; бол.) | Голы | 23:54 2-1 Борис Михайлов, (Валерий Васильев) 36:21 3-2 Валерий Харламов (Владимир Петров, Борис Михайлов) 44:04 3-3 Борис Александров (Виктор Жлуктов, Геннадий Цыганков) |

| 8 января 1976 | \| Бостон Брюинз \| 2 : 5 (0:0, 2:3, 0:2) \| ЦСКА \| \| 22:54 1-0 Дэйв Форбс 37:31 2-3 Жан Ратель (Кен Ходж; бол.) \| Голы \| 24:41 1-1 Валерий Харламов (Александр Мальцев; бол.) 31:00 1-2 Валерий Харламов (Александр Мальцев) 33:19 1-3 Александр Мальцев (Валерий Васильев) 40:43 2-4 Геннадий Цыганков (Борис Александров, Владимир Викулов) 48:58 2-5 Борис Александров (Виктор Жлуктов) \| | Бостон Зрителей: 15 003 Судья: Виктор Домбровский (СССР), Джон Д’Амико (НХЛ), Леон Стикл (НХЛ) |
| Составы: Бостон Брюинз: Жюль Жильбер (№ 1); Брэд Парк (№ 22) — Даллас Смит (№ 20), Гэри Доак (№ 25) — Деррил Эдестренд (№ 6), Эл Симс (№ 23); Бобби Шмутц (№ 17) — Жан Ратель (№ 10) — Дон Маркотт (№ 21), Джон Бичук (к) (№ 9) — Грэг Шеппард (№ 19) — Уэйн Кэшмен (№ 12), Терри О’Рейли (№ 24) — Эндрю Савар (№ 11) — Дэйв Форбс (№ 14), Дуг Гибсон (№ 27) — Кен Ходж (№ 8) — Хэнк Новак (№ 18). Заявлены, но не вышли: Джо Занусси (№ 29), Дэйв Рис (запасной голкипер, № 30). Из-за травмы колена на площадку не сумел выйти Бобби Орр. Тренер: Дон Черри. ЦСКА: Владислав Третьяк (№ 20); Валерий Васильев (№ 5) — Александр Гусев (№ 2), Владимир Лутченко (№ 3) — Геннадий Цыганков (№ 6), Виктор Кузькин (№ 4) — Алексей Волченков (№ 13); Борис Михайлов (к) (№ 7) — Александр Мальцев (№ 8) — Валерий Харламов (№ 17), Владимир Викулов (№ 18) — Виктор Жлуктов (№ 22) — Борис Александров (№ 11), Владимир Попов (№ 14) — Виктор Кутергин (№ 10) — Александр Лобанов (№ 23), Вячеслав Солодухин (№ 15), Александр Волчков (№ 9). Заявлены, но не вышли: Сергей Глазов (№ 21), Николай Адонин (запасной голкипер) (№ 1). Тренерский состав: Константин Локтев, Вениамин Александров, Анатолий Фирсов. Примечание: Показатели вратарей: Третьяк 19+8+13=40 — Жильбер 8+5+6=19. | | |
| Бостон Брюинз | 2 : 5 (0:0, 2:3, 0:2) | ЦСКА |
| 22:54 1-0 Дэйв Форбс 37:31 2-3 Жан Ратель (Кен Ходж; бол.) | Голы | 24:41 1-1 Валерий Харламов (Александр Мальцев; бол.) 31:00 1-2 Валерий Харламов (Александр Мальцев) 33:19 1-3 Александр Мальцев (Валерий Васильев) 40:43 2-4 Геннадий Цыганков (Борис Александров, Владимир Викулов) 48:58 2-5 Борис Александров (Виктор Жлуктов) |

| 11 января 1976 | \| Филадельфия Флайерз \| 4 : 1 (2:0, 1:1, 1:0) \| ЦСКА \| \| 11:38 1-0 Реджи Лич (Билл Барбер) 17:37 2-0 Рик Маклиш (Росс Лонсберри) 22:44 3-0 Джо Уотсон (Дон Салески, Орест Киндрачук) 44:07 4-1 Лэрри Гуденау (Бобби Кларк, Гэри Дорнхофер) \| Голы \| 30:48 3-1 Виктор Кутергин (Владимир Попов) \| | «Спектрум», Филадельфия Зрителей: 17 077 Судья: Ллойд Гилмор (НХЛ), Юрий Карандин (СССР), Мэтт Павлич (НХЛ) |
| Составы: Филадельфия Флайерз: Уэйн Стивенсон (№ 35); Джим Уотсон (№ 20) — Эд ван Имп (№ 2), Андре Дюпон (№ 6) — Лэрри Гуденау (№ 5), Том Блэйдон (№ 3) — Джо Уотсон (№ 14); Реджи Лич (№ 27) — Бобби Кларк (к) (№ 16) — Билл Барбер (№ 7), Гэри Дорнхофер (№ 12) — Рик Маклиш (№ 19) — Росс Лонсберри (№ 18), Дон Салески (№ 11) — Орест Киндрачук (№ 26) — Дэйв Шульц (№ 8), Боб Келли (№ 9), Мел Бриджмен (№ 10), Терри Крисп (№ 15). Боб Тэйлор (запасной голкипер, № 30). Тренер: Фред Широ. ЦСКА: Владислав Третьяк (№ 20); Валерий Васильев (№ 5) — Александр Гусев (№ 2), Владимир Лутченко (№ 3) — Владимир Локотко (№ 24), Сергей Глазов (№ 21) — Алексей Волченков (№ 13); Борис Михайлов (к) (№ 7) — Александр Мальцев (№ 8) — Валерий Харламов (№ 17), Владимир Викулов (№ 18) — Вячеслав Солодухин (№ 15) — Борис Александров (№ 11), Владимир Попов (№ 14) — Виктор Кутергин (№ 10) — Александр Лобанов (№ 23), Александр Волчков (№ 9). Заявлены, но не вышли: Виктор Кузькин (№ 4), Николай Адонин (запасной голкипер) (№ 1). Тренерский состав: Константин Локтев, Вениамин Александров, Анатолий Фирсов. Примечание: Показатели вратарей: Стивенсон 2+8+3=13 — Третьяк 17+14+18=49 | | |
| Филадельфия Флайерз | 4 : 1 (2:0, 1:1, 1:0) | ЦСКА |
| 11:38 1-0 Реджи Лич (Билл Барбер) 17:37 2-0 Рик Маклиш (Росс Лонсберри) 22:44 3-0 Джо Уотсон (Дон Салески, Орест Киндрачук) 44:07 4-1 Лэрри Гуденау (Бобби Кларк, Гэри Дорнхофер) | Голы | 30:48 3-1 Виктор Кутергин (Владимир Попов)                                                                  |

«Крылья Советов»
| 29 декабря 1975 | \| Питтсбург Пингвинз \| 4 : 7 (0:4, 3:2, 1:1) \| Крылья Советов \| \| 25:35 1-5 Пьер Ларуш (Рик Кехоэ, Марио Фобер) 26:53 2-6 Рон Шок (Вик Хэдфилд, Чак Арнасон) 34:52 3-6 Барри Уилкинс (Жан Проново, Стэн Жилбертсон) 43:02 4-7 Лью Моррисон (Вик Хэдфилд) \| Голы \| 01:45 0-1 Вячеслав Анисин (Александр Бодунов) 04:33 0-2 Владимир Шадрин (Виктор Шалимов) 12:10 0-3 Виктор Шалимов (Юрий Ляпкин) 15:25 0-4 Александр Якушев (Владимир Шадрин, Юрий Тюрин) 21:39 0-5 Владимир Шадрин (Юрий Ляпкин, Виктор Шалимов) 26:02 1-6 Владимир Репнев (Сергей Капустин) 40:30 3-7 Юрий Ляпкин (Виктор Шалимов, Владимир Шадрин) \| | «Сивик-арена», Питтсбург Зрителей: 13 218 |
| Составы: Питтсбург Пингвинз: Плассе (№ 31); Стэкхаус (№ 3), Барроуз (№ 4), Уилкинс (№ 5), Кэмпбэлл (№ 6), Дюрбано (№ 7), Фоберт (№ 24), Оучар (№ 25); Кихоу (№ 8), Арнасон (№ 9), Ляроше (№ 10), Хэдфилд (№ 11), Гилбертсон (№ 15), Моррисон (№ 16), Шок (№ 17), Макдональд (№ 18), Проново (№ 19), Келли (№ 22), Аппс (№ 26). Тренер: Марк Булэ. Крылья Советов: Сидельников (№ 22); Ляпкин (№ 5), Тюрин (№ 4), Крикунов (№ 25), Глухов (№ 6), Бабинов (№ 3), Кузнецов (№ 13); Шалимов (№ 24) - Шадрин (№ 19) - Якушев (№ 11), Лебедев (№ 17) - Анисин (№ 14) - Бодунов (№ 16), Котов (№ 8) - Репнев (№ 12) - Капустин (№ 15), Климов (№ 18). Тренер: Борис Кулагин. | | |
| Питтсбург Пингвинз | 4 : 7 (0:4, 3:2, 1:1) | Крылья Советов |
| 25:35 1-5 Пьер Ларуш (Рик Кехоэ, Марио Фобер) 26:53 2-6 Рон Шок (Вик Хэдфилд, Чак Арнасон) 34:52 3-6 Барри Уилкинс (Жан Проново, Стэн Жилбертсон) 43:02 4-7 Лью Моррисон (Вик Хэдфилд) | Голы | 01:45 0-1 Вячеслав Анисин (Александр Бодунов) 04:33 0-2 Владимир Шадрин (Виктор Шалимов) 12:10 0-3 Виктор Шалимов (Юрий Ляпкин) 15:25 0-4 Александр Якушев (Владимир Шадрин, Юрий Тюрин) 21:39 0-5 Владимир Шадрин (Юрий Ляпкин, Виктор Шалимов) 26:02 1-6 Владимир Репнев (Сергей Капустин) 40:30 3-7 Юрий Ляпкин (Виктор Шалимов, Владимир Шадрин) |

| 4 января 1976 | \| Баффало Сейбрз \| 12 : 6 (4:2, 5:2, 3:2) \| Крылья Советов \| \| 06:10 1-0 Жоселин Говремо (Брайан Спенсер, Билл Хэйт) 07:10 2-0 Жильбер Перро (Джерри Кораб) 11:32 3-0 Терри Мартин (Фред Стэнфилд) 14:23 4-1 Терри Мартин 24:32 5-2 Джим Лоренц (Дэнни Гэйр, Жоселин Говремо) 25:32 6-2 Рене Робер (Питер Макнэб) 28:26 7-3 Джерри Кораб (Терри Мартин, Жильбер Перро) 31:44 8-4 Дэнни Гэйр (Фред Стэнфилд, Джерри Кораб) 33:17 9-4 Питер Макнэб (Терри Мартин, Брайан Спенсер) 49:41 10-5 Фред Стэнфилд (Терри Мартин, Жильбер Перро) 54:04 11-6 Дэнни Гэйр (Фред Стэнфилд, Крейг Рэмси) 58:04 12-6 Брайан Спенсер (Питер Макнэб, Рене Робер) \| Голы \| 13:45 3-1 Владимир Репнев (Виктор Шалимов, Александр Якушев) 19:16 4-2 Сергей Капустин (Сергей Котов) 25:59 6-3 Владимир Репнев (Сергей Капустин, Виктор Кузнецов) 28:40 7-4 Виктор Шалимов 43:28 9-5 Сергей Капустин (Виктор Кузнецов) 51:32 10-6 Юрий Лебедев, (Сергей Бабинов, Владимир Крикунов) \| | «Мемориал Аудиториум» Буффало Зрителей: 16 433 Судья: Рон Уикс (НХЛ), Джон Д`Амико (НХЛ), Виктор Домбровский (СССР) |
| Составы: Баффало Сейбрз: Крозье (Десжарден, 31); Макинтош - Кораб, Феберлинд - Хайт, Маккадей - Говремо; Лоренц - Ришар - Рамсей, Макнаб - Стенфилд - Спенсер, Т.Мартин - Лойс - Гейр, Р.Мартин - Робер - Перро. Тренер: ... Крылья Советов: Сидельников (Куликов, 25-29); Сидельников (№ 22); Ляпкин (№ 5), Тюрин (№ 4), Крикунов (№ 25), Глухов (№ 6), Бабинов (№ 3), Кузнецов (№ 13); Шалимов (№ 24) - Шадрин (№ 19) - Якушев (№ 11), Лебедев (№ 17) - Анисин (№ 14) - Бодунов (№ 16), Котов (№ 8) - Репнев (№ 12) - Капустин (№ 15), Климов (№ 18), Маслов. Тренер: Борис Кулагин. | | |
| Баффало Сейбрз | 12 : 6 (4:2, 5:2, 3:2) | Крылья Советов |
| 06:10 1-0 Жоселин Говремо (Брайан Спенсер, Билл Хэйт) 07:10 2-0 Жильбер Перро (Джерри Кораб) 11:32 3-0 Терри Мартин (Фред Стэнфилд) 14:23 4-1 Терри Мартин 24:32 5-2 Джим Лоренц (Дэнни Гэйр, Жоселин Говремо) 25:32 6-2 Рене Робер (Питер Макнэб) 28:26 7-3 Джерри Кораб (Терри Мартин, Жильбер Перро) 31:44 8-4 Дэнни Гэйр (Фред Стэнфилд, Джерри Кораб) 33:17 9-4 Питер Макнэб (Терри Мартин, Брайан Спенсер) 49:41 10-5 Фред Стэнфилд (Терри Мартин, Жильбер Перро) 54:04 11-6 Дэнни Гэйр (Фред Стэнфилд, Крейг Рэмси) 58:04 12-6 Брайан Спенсер (Питер Макнэб, Рене Робер)        | Голы | 13:45 3-1 Владимир Репнев (Виктор Шалимов, Александр Якушев) 19:16 4-2 Сергей Капустин (Сергей Котов) 25:59 6-3 Владимир Репнев (Сергей Капустин, Виктор Кузнецов) 28:40 7-4 Виктор Шалимов 43:28 9-5 Сергей Капустин (Виктор Кузнецов) 51:32 10-6 Юрий Лебедев, (Сергей Бабинов, Владимир Крикунов) |

| 7 января 1976 | \| Чикаго Блэкхокс \| 2 : 4 (1:1, 0:3, 1:0) \| Крылья Советов \| \| 09:11 1-1 Дик Редмонд (Грэнт Малви) 47:44 2-4 Деннис Халл (Стэн Микита, Грэнт Малви) \| Голы \| 08:46 0-1 Юрий Терёхин (Александр Якушев, Владимир Крикунов) 24:03 1-2 Сергей Капустин (Владимир Расько, Виктор Кузнецов) 28:41 1-3 Виктор Шалимов (Юрий Терёхин, Юрий Ляпкин) 37:13 1-4 Юрий Ляпкин (Юрий Тюрин, Александр Якушев) \| | Чикаго Зрителей: 18 500 Судьи: Юрий Карандин (СССР) |
| Составы: Чикаго Блэкхокс: Т.Эспозито; Рассел - Тэллон, Уайт - Редмонд; Кэррол - Микита - Маркс, Малвей - П.Мартин - Д.Халл, Бордело - Шиан - Рота. Тренер: Билли Рэй. Крылья Советов: Сидельников; Ляпкин - Тюрин, Крикунов - Терехин, Бабинов - Кузнецов; Шалимов - Шадрин - Якушев, Лебедев - Анисин - Гостюжев, Котов - Репнев - Капустин, Расько. | | |
| Чикаго Блэкхокс | 2 : 4 (1:1, 0:3, 1:0) | Крылья Советов |
| 09:11 1-1 Дик Редмонд (Грэнт Малви) 47:44 2-4 Деннис Халл (Стэн Микита, Грэнт Малви) | Голы | 08:46 0-1 Юрий Терёхин (Александр Якушев, Владимир Крикунов) 24:03 1-2 Сергей Капустин (Владимир Расько, Виктор Кузнецов) 28:41 1-3 Виктор Шалимов (Юрий Терёхин, Юрий Ляпкин) 37:13 1-4 Юрий Ляпкин (Юрий Тюрин, Александр Якушев) |

| 10 января 1976 | \| Нью-Йорк Айлендерс \| 1 : 2 (0:0, 1:2, 0:0) \| Крылья Советов \| \| 34:59 1-1 Брайан Тротье (Денис Потвин, Кларк Жиль) \| Голы \| 26:31 0-1 Виктор Шалимов 39:46 1-2 Вячеслав Анисин \| | Юниондейл, Нью-Йорк Зрителей: 14 865               |
| Составы: Нью-Йорк Айлендерс: Реш; Ж.Потвин - Д.Потвин, Маршал - Харт, Льюис - Фортье; Вестхолл - Друэн - Паризе, Харрис - Троттье - Жиль, Нострем - Сент-Лоран - Ховатт, Стюарт, Макмиллан. Тренер: Эл Арбор Крылья Советов: Сидельников; Ляпкин - Тюрин, Крикунов - Терехин, Бабинов - Кузнецов; Шалимов - Шадрин - Якушев, Лебедев - Анисин - Гостюжев, Котов - Репнев - Капустин, Расько. | |                                                    |
| Нью-Йорк Айлендерс | 1 : 2 (0:0, 1:2, 0:0) | Крылья Советов                                     |
| 34:59 1-1 Брайан Тротье (Денис Потвин, Кларк Жиль) | Голы | 26:31 0-1 Виктор Шалимов 39:46 1-2 Вячеслав Анисин |